# Feras e Heróis
Feras e Heróis em inglês:  Beast Quest em Portugal, Beast Quest no Brasil, é uma colecção de livros infantojuvenis para a faixa de idade dos 8 aos 16 anos,  produzida pela empresa britânica Working Partners Ltd. e escrita por um grupo de autores que utiliza o pseudônimo coletivo Adam Blade.
Esta colecção tem como protagonistas dois heróis, Tom e Ellena, e se passa no reino ficcional de Avantia.
O livro não tem nenhuma lição mas mesmo assim é importante para o desenvolvimento infantil.
A coleção é publicada pela Orchard Books na Grã- Bretanha, pela Scholastic Corporation, em Portugal pela editora PI e no Brasil pela Editora Prumo.

## "Feras e Heróis" - Série 1
- Ferno O Dragão de Fogo
- Sepron A Serpente Marinha
- Arcta O Gigante da Montanha
- Tagus O Homem-Cavalo
- Nanook O Monstro da Neve
- Epos O Pássaro de Fogo

## "Feras e Heróis - A Armadura Dourada" - Série 2
- Zepha A Lula Gigante
- Claw O Macaco Monstruoso
- Soltra A Feiticeira de Pedra
- Vipero O Homem-Serpente
- Arachnid A Rainha das Aranhas
- Trillion O Leão de Três Cabeças

## "Feras e Heróis - O Reino Das Trevas" - Série 3
- Torgor O Minotauro
- Skor O Cavalo Voador
- Narga O Monstro Marinho[1]
- Kaymon O Cão Infernal
- Tusk O Mamute Medonho
- Sting O Homem-Escorpião

## "Feras e Heróis - O Amuleto de Avantia" - Série 4
- Nixa A Mutante Mortífera
- Equinus O Cavalo Espectral
- Rashouk O Troll das Cavernas
- Luna A Loba Lunar
- Blaze O Dragão de Gelo
- Stealth A Pantera Fantasma

## "Feras e Heróis - A Sombra da Morte" - Série 5
- Krab , o senhor do mar
- Hawkite , a flecha voadora
- Rokk , a montanha viva
- Koldo o guerreiro de gelo
- Trema, deus da terra
- Amictus, a rainha inseto